# كربوهيدرات متاحة للميكروبات
كربوهيدرات متاحة للميكروبات هي كربوهيدرات مقاومة لعملية الهضم عن طريق استقلاب المضيف، وهي متاحة لميكروبات الأمعاء، مثل البريبايوتكس، للتخمر أو الاستقلاب إلى مركبات مفيدة، مثل الأحماض الدهنية قصيرة السلسلة. يساهم مصطلح "الكربوهيدرات التي يمكن الوصول إليها من قبل الكائنات الحية الدقيقة" في إطار مفاهيمي لدراسة ومناقشة مقدار النشاط الأيضي الذي يمكن أن يساهم به طعام معين أو كربوهيدرات في الكائنات الحية الدقيقة في المضيف.
قد تأتي أجهزة MAC من النباتات أو الفطريات أو الأنسجة الحيوانية أو الميكروبات التي تنتقل عن طريق الغذاء، ويجب أن يتم استقلابها بواسطة الميكروبيوم. لا يتم استقلاب كمية كبيرة من السليلوز الذي يستهلكه البشر بواسطة ميكروبات الأمعاء، وبالتالي لا يمكن اعتباره MAC. سوف تختلف كمية MACs الغذائية الموجودة داخل مصدر الغذاء من شخص لآخر، حيث أن استقلاب الكربوهيدرات يعتمد على تكوين الكائنات الحية الدقيقة لكل شخص. على سبيل المثال، يمتلك العديد من الأفراد اليابانيين الجينات اللازمة لاستهلاك البورفيران متعدد السكاريد الطحالب في بيئاتهم الميكروبية، والتي نادرًا ما توجد في أفراد أمريكا الشمالية وأوروبا. بالنسبة للأفراد الذين يؤويون مثل هذه السلالة المهينة للبورفيران، فإن البورفيران سيكون بمثابة MAC. ومع ذلك، فإن البورفيران لن يكون بمثابة MAC لأولئك الذين ليس لديهم تكيف ميكروبيوتي مع الأعشاب البحرية. بطريقة مماثلة، قد تستهلك الفئران الخالية من الجراثيم التي لا تحتوي على ميكروبات حيوية نظامًا غذائيًا يحتوي على كميات كبيرة من MACs المحتملة، ولكن لن يتم اعتبار أي من الكربوهيدرات من MACs، لأنها ستهرب من الجهاز الهضمي دون أن يتم استقلابها بواسطة الميكروبات.
يؤدي الافتقار إلى أجهزة MAC الغذائية إلى اعتماد الكائنات الحية الدقيقة على أجهزة MAC المشتقة من المضيف الداخلي، مثل غليكانات الميوسين. يمكن أن تؤثر الأنماط الجينية المضيفة المختلفة على هوية أجهزة MAC المتاحة للميكروبات الحيوية بطرق متعددة. على سبيل المثال، قد تؤثر جينات المضيف على مستوى الهياكل المخاطية، مثل غياب بقايا الفوكوز ألفا-1-2 في مخاط الأفراد غير المفرزين الذين يفتقرون إلى نشاط ناقلة الفوكوزيل ألفا-1-2 في الأمعاء. وبالمثل، قد يكون لدى المضيف جينات يمكنها تحديد كفاءة الهضم وامتصاص الكربوهيدرات في الأمعاء الدقيقة. مثل ، يمكن الوصول إلى اللاكتوز من قبل الكائنات الحية الدقيقة في الأشخاص الذين يعانون من عدم تحمل اللاكتوز، وبالتالي ينبغي اعتباره MAC لهؤلاء الأفراد. بالنسبة للرضع، تُعرف أجهزة MAC الموجودة بشكل طبيعي في حليب الثدي باسم السكريات قليلة التعدد في الحليب البشري (HMOs). بالنسبة للرضع الذين يتغذون على الصيغة، تتم إضافة MACs الغذائية، مثل الجالاكتو-أوليجوساكاريدس، بشكل مصطنع إلى الصيغة. ولذلك، فإن البحث والمناقشة والقياس الكمي للأجهزة MAC وتأثيرها على الكائنات الحية الدقيقة للمضيف قد يكون حاسما لتحديد تأثيرها على صحة الإنسان.

## تنوع الكائنات الحية الدقيقة في الأمعاء
لقد فقدت الأنظمة الغذائية في البلدان المتقدمة الكربوهيدرات التي يمكن الوصول إليها من قبل الكائنات الحية الدقيقة وهو سبب استنزاف كبير لأصناف الكائنات الحية الدقيقة في الأمعاء. من المحتمل أن يكون فقدان تنوع الكائنات الحية الدقيقة هذا متورطًا في الميل المتزايد لمجموعة واسعة من الأمراض الالتهابية، مثل أمراض الحساسية والربو ومرض التهاب الأمعاء (IBD)، والسمنة،و الأمراض غير المعدية المرتبطة بها (NCDs). تعاني المجتمعات البشرية الريفية في أمريكا الجنوبية وأفريقيا من انخفاض معدل انتشار الأمراض غير السارية، وقد ارتبطت هذه الحقيقة بزيادة تنوع الكائنات الحية الدقيقة في الأمعاء.
إن إدخال MACs الغذائي في النظام الغذائي غير كافٍ لاستعادة الأصناف المفقودة، ولاستعادة الكائنات الحية الدقيقة في الأمعاء إلى حالتها الأصلية يتطلب إدارة الأصناف المفقودة، والتي يمكن تحقيقها إما عن طريق إعطاء البروبيوتيك (الغذاء) أو العلاجات الحيوية الحية ( الأدوية)، بالاشتراك مع استهلاك MAC الغذائي. قد يكون لإثراء الإمدادات الغذائية بالألياف الغذائية دور أساسي في منع فقدان بعض الأنواع البكتيرية المفيدة.